# Presó de Villena
El Centre Penitenciari Alacant II, més conegut com a presó de Villena, és un centre penitenciari de la Secretaria General d'Institucions Penitenciàries d'Espanya situat en al terme municipal de Villena, Alacant.
Situada al quilòmetre 66 de la N-330, al costat de l'autovia d'Alacant, en el límit entre les províncies d'Alacant i Albacete, la presó va ser inaugurada el 2002 pel llavors ministre de l'Interior Mariano Rajoy, amb una capacitat inicial per a 879 reclusos, ampliada posteriorment a 1.400. Compta amb dotze mòduls residencials i tres complementaris amb un total de 845 cel·les.
Entre els reus coneguts hi ha Múgica Picabea, Peio Celarain, Jamal Zougam o José Bretón. És considerada una de les presons més segures d'Espanya, de les característiques d'altres com Soto del Real o Alcalá Meco.